# Eino Tamberg
Eino Tamberg (Tallinn, 27 de maio de 1930 - 24 de dezembro de 2010) foi um compositor estoniano.